# 오스페달레 델리 인노첸티

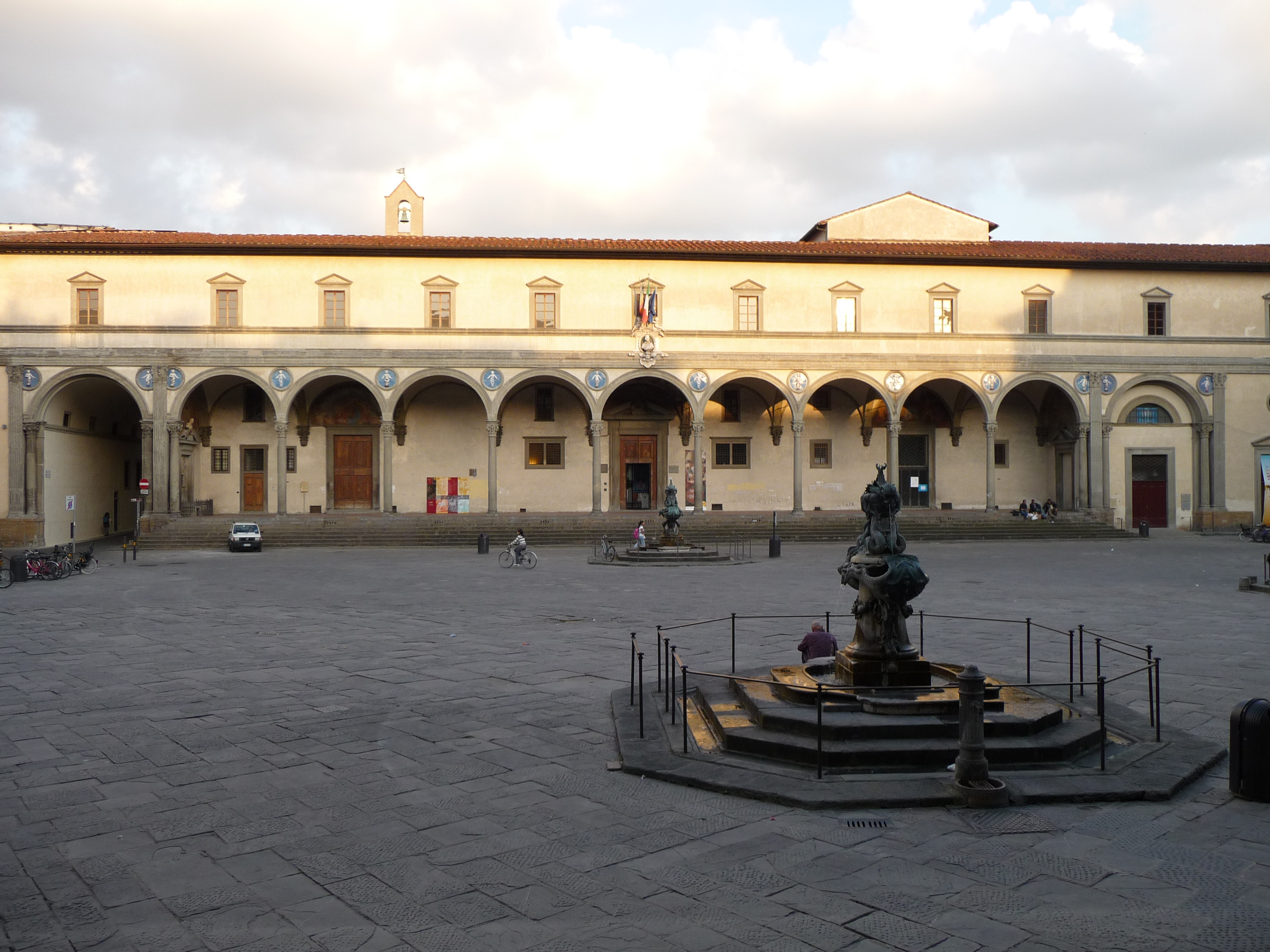
오스페달레 델리 인노첸티

오스페달레 델리 인노첸티(이탈리아어: Ospedale degli Innocenti) 또는 죄없는 사람들의 병원은 이탈리아 피렌체 산티시마 안눈치아타 광장에 있는 역사적 건물로, 필리포 브루넬레스키가 디자인을 하였다. 원래는 고아원이자 병원이였으나, 현재는 박물관 용도로 사용되고 있다.

## 같이 보기
- 니구아르다 병원